# 岩藿香
岩藿香（学名：Scutellaria franchetiana）为唇形科黄芩属下的一个种。

## 扩展阅读
- 維基物種上的相關：岩藿香